# Elcomex EN
Elcomex EN este o companie care se ocupă cu tradingul de energie electrică din România. 
Elcomex EN este deținută în proporție de 100% de Grecu Ion și face parte din grupul Elcomex, specializat în furnizarea de produse și servicii pe segmentul energetic.
Este unul dintre primii cinci traderi de energie electrică din România.
În anul 2009 Elcomex EN a vândut aproximativ 1 TWh de energie, reprezentând 6% din piața electricității din România.
În iunie 2010, un pachet de 80% din acțiuni a fost cumpărat de firma elvețiană Repower.
Cifra de afaceri:
- 2007: 51,6 milioane euro[1]
- 2004: 22 mii euro[1]